# میریام (شخصیت تلویزیونی)
میریام ریورا (به انگلیسی: Miriam Rivera) (زاده ۱۹۸۱ - درگذشته ۵ فوریهٔ ۲۰۱۹) مدل و بازیگر پورنوگرافی تراجنسیتی مکزیکی بود.
او یک زن ترنس بود.